# Gustaf Reinhold Appelgren
Gustaf Reinhold Appelgren, född 13 juli 1752 i Paldamo socken, död 27 januari 1812 i Muhos socken, var en finländsk präst. 
Appelgren var son till kyrkoherden Simon Appelgren. Han inskrev i november 1769 som student vid Åbo akademi, där han disputerade pro exercitio 1773 och pro gradu i juni 1775 under Pehr Kalms presidium samt promoverades till filosofie magister i samma månad. Appelgren prästvigdes för Åbo stift i december 1774 till sacellan i Paldamo, där han 1774 blev kaplan. År 1783 fick han transport till Säräisniemi och blev 1793 kyrkoherde i Muhos. År 1810 utnämndes Appelgren till honorärprost. 
Appelgren gifte sig 1777 med Christina Frosterus, som avled 1831 och var dotter till kyrkoherden Johan Frosterus i Sotkamo. Bland makarnas många barn märks Susanna Magdalena Appelgren som var gift med sin kusin kaplanen Abraham Wilhelm Frosterus i Ijo och med kyrkoherden Abraham Montin i Kalajoki, Johan Reinhold Appelgren som var kyrkoherde och prost i Sotkamo, Simon Wilhelm Appelgren som var kyrkoherde och prost i Karleby och slutligen borgmästaren August Appelgren i Uleåborg som var gift med två systrar Frosterus, vilka var hans kusiner.